# El Huizcolote
El Huizcolote es una localidad situada en el municipio de Manzanillo, en el estado de Colima, México. Según el censo de 2020, tiene una población de 266 habitantes.
Se encuentra a una altitud de 320 metros sobre el nivel del mar.